# Yesterday (Debelah Morgan-dal)
A Yesterday Debelah Morgan amerikai énekesnő első kislemeze második, It’s Not Over című albumáról. 1998-ban jelent meg.

## Változatok
CD kislemez
1. Yesterday (Radio Edit)
2. Whatever

CD maxi kislemez
1. Yesterday (Darkchild Remix Radio Edit) – 4:09
2. Yesterday (Noise World Remix featuring Loon) – 3:48
3. Yesterday (Soul Solution Radio Edit) – 3:51
4. Yesterday (Noise World Remix Without Rap) – 3:22
5. Yesterday (Darkchild Remix Without Intro) – 4:34
6. Yesterday (Boris and Beck Radio Edit) – 4:01

## Helyezések
| Slágerlista (2000)                  | Legmagasabb helyezés |
| ----------------------------------- | -------------------- |
| USA Billboard Hot 100               | 56                   |
| USA Billboard Hot R&B/Hip-Hop Songs | 28                   |
| USA Billboard Dance Songs           | 45                   |